# محوطه شمس‌آباد
محوطه شمس‌آباد مربوط به دوران‌های تاریخی پس از اسلام است و در شهرستان کهگیلویه، روستای شمس‌آباد واقع شده و این اثر در تاریخ ۷ مهر ۱۳۸۱ با شمارهٔ ثبت ۶۲۹۱ به‌عنوان یکی از آثار ملی ایران به ثبت رسیده است.